# The Squaw Man (película de 1914)
Para otros usos, ver: The Squaw Man.
The Squaw Man es una película muda ambientada en el Salvaje Oeste. Fue dirigida por Oscar Apfel (1878 - 1939) y Cecil B. DeMille, y estrenada en 1914. 
Ésta sería la primera de tres películas con el mismo argumento y título rodadas por DeMille. La tercera, que fue la primera con sonido, llegó a estrenarse en España con el título de El prófugo.
La versión de 1914 de esta historia se consideraba el primer largometraje filmado específicamente en Hollywood hasta que se descubrió una copia de In Old California (1910), de Grifith.  

## Argumento
James Winnegate (Dustin Farnum) cae en desgracia cuando asume la culpa de su primo Henry (Monroe Salisbury), quien se había apoderado de un dinero de la familia destinado a una obra de caridad. Entonces, se ve obligado a huir al Salvaje Oeste, donde compra un rancho en Montana. Varios años después, Henry se presenta con su esposa Diana (Winifred Kingston), de quien James estaba enamorado en secreto. Más tarde, Nat-u-ritch (Red Wing), una india squaw, palabra despectiva que se usaba para definir a las mujeres nativas, le salva la vida en varias ocasiones, y James tiene un hijo con ella y se casan. Finalmente, vuelve Diana con la noticia de que Henry ha muerto y James decide enviar a su hijo a Inglaterra. Su mujer indígena, viendo que no puede evitar la pérdida de su hijo, se suicida para que Henry pueda volver con Diana y el drama culmina.

## Producción

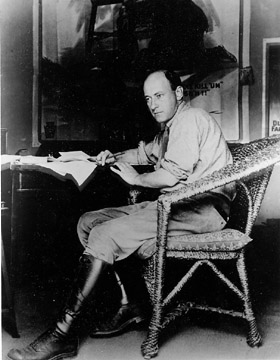
Foto de la época en la que puede verse a DeMille y, en el lado derecho del fondo, parte del cartel de la película.

Fue dirigida por Oscar Apfel y Cecil B. DeMille, y producida por este y Jesse L. Lasky. El guion fue adaptado por Beulah Marie Dix (1876 - 1970) de la obra de teatro homónima de Edwin Milton Royle.
Esta película fue el primer encargo realizado por la industria del cine a DeMille para que rodara una película, a lo que se une que fue la primera realizada en Hollywood, como un intento de huir del monopolio de la Motion Picture Patents Company, que dominaba la industria del cine en el este de Estados Unidos. 
En realidad, no fue la primera película que se realizaba en el área de Los Ángeles ya que se habían rodado historias cortas incluso en Hollywood, como In old California, que se considera la primera de todas las realizadas en Hollywood. Las escenas del puerto fueron rodadas en San Pedro (California), y las escenas del salón del Oeste fueron rodadas en un set construido detrás de unas vías férreas en el Valle de San Fernando. Las secuencias del ganado en un rancho al aire libre se hicieron en Keen Camp, cerca de Idyllwild-Pine Cove (California), mientras que las escenas de nieve fueron rodadas en Monte Palomar.
The Squaw Man se convirtió en la única película rodada tres veces con éxito por el mismo director/productor: Cecil B. DeMille, quien realizó otra versión muda en 1918 y otra sonora en 1931.

## Reparto

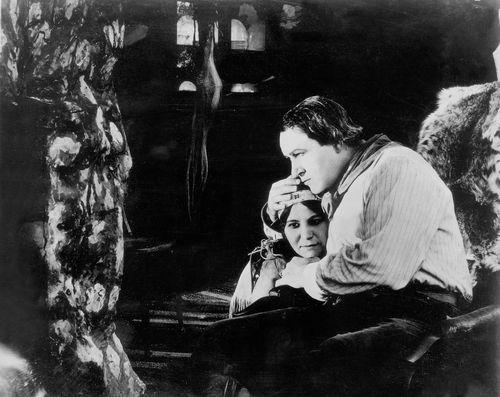
Red Wing y Dustin Farnum en un fotograma de la película.

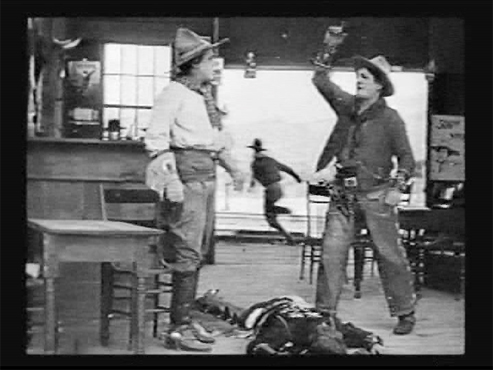
Otro fotograma de la película.

- Dustin Farnum como capitán James Wynnegate, alias Jim Carston.
- Monroe Salisbury como Sir Henry, conde de Kerhill.
- Red Wing como Nat-u-ritch.
- Winifred Kingston como Lady Diana, condesa de Kerhill.
- 'Baby' Carmen De Rue como Hal.
- Joseph Singleton como Tab-y-wana.
- William Elmer como Cash Hawkins.
- Mrs. A.W. Filson como la viuda noble Lady Elizabeth Kerhill.
- Haidee Fuller como Lady Mabel Wynnegate.
- Foster Knox como Sir John.
- Dick La Reno como Big Bill.
- Richard L'Estrange como Grouchy.
- Fred Montague como Mr. Petrie
- Cecil B. DeMille como Faro Dealer.
- Cecilia de Mille como niña.
- Hal Roach como ciudadano.
- Art Acord como ciudadano.
- Raymond Hatton como Bit Part.